# Eulasia speciosa
Eulasia speciosa es una especie de coleóptero de la familia Glaphyridae.

## Distribución geográfica
Habita en  Siria, Irán y Turquía.